# أسماء إغبارية
أسماء اغبارية-زحالقة (بالعبرية: אסמא אגבארייה זחאלקה‏) هي صحفية وناشطة سياسية فلسطينية من عرب ال48 تترأس حزب «دعم».
أسماء من مواليد يافا , واقامت في سنة 2000 فرع معاً لدعم ومساعدة العمّال في القدس، جمعية تهدف لمساعدة العمّال والعاطلين عن العمل في القدس. بعد ذلك انتقلت إلى فرع معاً في المثلث من اجل المساهمة في مشاريع ضمان عمل للباطلين عنه .
تنافست أسماء في المقعد الثالث ضمن قائمة دعم في انتخابات الكنيست ال15 , وفي صدارة القائمة في انتخابات الكنست ال16,17,و18 , ولكنها لم تتخطَ نسبة الحسم بكل هذه الأحوال المذكورة.